# Alexis Alfthan
Alexis Alfthan (* 3. Januar 1814 in Schlesien; † 7. Dezember 1885 in Annowka, Gouvernement Jekaterinoslaw, Russisches Kaiserreich) war ein Offizier aus dem Großfürstentum Finnland und zuletzt Generalleutnant der Kaiserlich Russische Armee.

## Leben
Alexis Alfthan, Sohn des Wirklichen Staatsrates Carl Vilhelm Alfthan (1789–1866) und dessen ersten Ehefrau Katarina „Kitty“ Nabel, besuchte von 1828 bis 1831 die Grundschule in Wyborg und wurde im Februar 1831 als Schüler an der Kadettenschule in Hamina aufgenommen. Nach Abschluss der Kadettenschule wurde er zum Kornett (Aliluutnantti) befördert und am 14. August 1836 in das St. Petersburger Ulanen-Regiment übernommen. Er wurde 1838 zum Leutnant (Luutnantti) befördert, woraufhin er 1841 zum Ulanen-Regiment der Leibgarde sowie 1843 zum Grenadierkavallerie-Regiment der Leibgarde versetzt wurde. 1844 war er an militärischen Operationen gegen die kaukasischen Bergstämme beteiligt und zeichnete sich unter anderem bei den Paraul- und Gill-Operationen sowie bei der Eroberung der Darba-Festung aus. Für seine Verdienste erhielt er 1844 den Orden der Heiligen Anna Vierter Klasse sowie den Sankt-Stanislaus-Orden Dritter Klasse. Zugleich wurde er 1844 zum Oberleutnant (Yliluutnantti) befördert und zum Schytomyr-Infanterieregiment in der heutigen Ukraine versetzt. 1845 wechselte er zur Fahnenjunker-Schule der Leibgarde in Sankt Petersburg, wo er 1846 Kommandeur einer Schwadron, wo 1847 auch seine Beförderung zum Hauptmann (Kapteeni) erfolgte. Für seine weiteren Verdienste wurden ihm 1848 der Orden der Heiligen Anna Dritter Klasse sowie 1851 der Sankt-Stanislaus-Orden Zweiter Klasse verliehen.
Nach seiner Beförderung zum Oberst (Eversti) 1852 wurde Alfthan zum 14. Ulanen-Regiment in Jamburg im Westsibirischen Tiefland versetzt, ehe er 1853 zum Kavallerie-Muster-Regiment in Sankt Petersburg wechselte. 1854 wurde er mit dem Orden des Heiligen Wladimir Vierter Klasse sowie 1857 mit dem Orden der Heiligen Anna Zweiter Klasse ausgezeichnet. 1858 übernahm er den Posten als Kommandeur des 14. Ulanen-Regiment in Jamburg. Nach seiner Beförderung zum Generalmajor wurde er 1866 Kommandeur des 6. Reserve-Kavallerie-Brigade und 1867 mit dem Orden des Heiligen Wladimir Dritter Klasse geehrt. Er wurde 1878 zum Generalleutnant (Kenraaliluutnantti) befördert sowie zugleich mit dem Sankt-Stanislaus-Orden Erster Klasse ausgezeichnet. 1880 wurde ihm auch der Orden der Heiligen Anna Erster Klasse verliehen. Nachdem er 1881 aus dem aktiven Militärdienst entlassen und in die Reserve versetzt worden war, ließ er sich auf einem Landgut in Annowka nieder und verbrachte dort seine letzten Lebensjahre.
Aus seiner am 20. Januar 1848 in Wyborg geschlossenen Ehe mit Sofie Charlotta Emilie Thesleff (1825–1867), Tochter des Kollegialassessors und Gutsverwalters Johan Thesleff (1779–1851) und Elisabet Charlotta Jaenisch (1804–1867) gingen drei Töchter und fünf Söhne hervor, darunter Carl Alfthan (1860–1940), der während des Ersten Weltkrieges ebenfalls Generalleutnant und Kommandeur des XII. Armeekorps der Kaiserlich Russischen Armee war.